# Pomnik Włodzimierza Lenina w Jekaterynburgu
Pomnik Włodzimierza Lenina w Jekaterynburgu (ros. Памятник В. И. Ленину) – znajdujący się w Jekaterynburgu, w obwodzie swierdłowskim, pomnik przedstawiający Włodzimierza Lenina. Wzniesiony w 1957 roku, na głównym placu miasta.

## Historia
W latach 1906–1917 na głównym placu Jekaterynburga wznosił się pomnik Aleksandra II Romanowa, a nieopodal znajdował się także katedralny sobór Objawienia Pańskiego. Wiosną 1917 roku posąg imperatora został zrzucony z cokołu przez zrewoltowanych żołnierzy. Jego figurę zastąpiono najpierw statuą mającą symbolizować wolność, następnie popiersiem Karola Marksa i w końcu pomnikiem nagiego mężczyzny, będącego uosobieniem wyzwolenia mas robotniczych. W 1930 roku sobór Objawienia Pańskiego wraz z resztkami cokołu został przez bolszewickie władze miasta wysadzony. W kolejnych dziesięcioleciach na placu swe miejsce znaleźć miała także trybuna dla sowieckich dygnitarzy, a następnie pomnik Józefa Stalina. W latach pięćdziesiątych XX wieku władze Swierdłowska postanowiły postawić na głównym placu pomnik poświęcony Włodzimierzowi Leninowi. 

## Charakterystyka
Pomnik został wzniesiony w popularnym w drugiej połowie XX wieku stylu przedstawiającym wyidealizowaną postać wodza bolszewików. Projektantami pomnika są: A. I. Pribulskij (А. И. Прибульский), P. D. Diemincew (П. Д. Деминцев), a rzeźbę wykonał W. I. Ingał (В. И. Ингал). Posąg Lenina umieszczony został na wysokim piedestale wykonanym z szarego granitu. Na tym piedestale umiejscowiony został cokół ze statuą Lenina, a prowadzą do niego schody. Pomnik przedstawia Włodzimierza Lenina przemawiającego do ludu. Wódz rewolucji ubrany jest w płaszcz, jego prawa ręka jest wyciągnięta, lewą trzyma się za poły płaszcza. Statua mierzy 6 metrów. Od południowej strony cokołu wyryty został cytat z Lenina:

Wszystko, co my osiągnęliśmy, pokazuje, że opieramy się
 na najwspanialszej w świecie sile -
na sile robotników i chłopów.

Pomnik został uroczyście odsłonięty 5 listopada 1957 roku. Jekaterynburski pomnik Włodzimierza Lenina jest uważany za typowy przykład architektury pomnikowej przedstawiającej Lenina, który umieszczany był na placach w większości miast Związku Radzieckiego.
Stan pomnika pogarsza się, dlatego też w 2011 roku władze miasta wpisały go na listę obiektów przeznaczonych do remontu. Zarówno na granitowym postumencie jak i na samym posągu Lenina przez lata nagromadziły się pęknięcia i nakruszenia wymagające profesjonalnej interwencji. Od 2011 roku władze miasta dwukrotnie ogłaszały konkurs mający wyłonić wykonawcę robót remontowych, ale za każdym razem przetargi te musiały zostać unieważnione z powodu braku chętnych. Administracja jekaterynburska jest gotowa przeznaczyć na ten cel około miliona rubli. Do końca 2012 roku starania te nie przyniosły sukcesu. W 2012 roku obchodzono pięćdziesiątą piątą rocznicę jego wzniesienia, a teren przed pomnikiem jest jednym z ulubionych miejsc manifestacji Komunistycznej Partii Federacji Rosyjskiej. W związku z planowaną rewitalizacją tego obszaru pojawiły się wezwania do przeprowadzania badań archeologicznych na tym terenie, m.in. z uwagi na zachowane fundamenty soboru Objawienia Pańskiego. Pomnik Lenina znajduje się bowiem w miejscu dawnej dzwonnicy soboru.
Wyburzenia pomnika domagają się natomiast m.in. Kozacy uralscy. W specjalnym oświadczeniu z 2011 roku stwierdzili oni, że stojący na poświęconej ziemi pomnik „Uljanowa-Lenina”, tyrana i mordercy, który doprowadził do śmierci milionów niewinnych Rosjan jest hańbą i powinien zostać zniszczony. Przeciwko usunięciu monumentu opowiedzieli się przedstawiciele władz obwodu swierdłowskiego.